# Willi Guthsmuths
Willi Guthsmuths (né le 13 novembre 1901 à Berlin et mort le 3 février 1981 à Ottobrunn) est un économiste, urbaniste et homme politique allemand (GB/BHE). 

## Biographie
Après ses études secondaires, Guthsmuths travaille d'abord travaillé comme électricien, puis entreprend des études en technologie et en administration des affaires (Wirtschaftshochschule de Berlin), à la fin desquelles il obtient un diplôme en administration des affaires et un doctorat. Il travaille ensuite comme assistant universitaire dans les domaines de l'artisanat et de l'industrie. Guthsmuths est consultant au Conseil d'administration du Reich pour l'efficacité économique et membre de diverses commissions de planification et comités de planification de la Reichsarbeitsgemeinschaft für Raumforschung. Plus tard, il travaille comme cadre supérieur dans les industries de l'énergie et des mines, de 1941 à 1945 en tant que directeur de Sudetenländer Bergbau AG à Brüx. 
Guthsmuths travaille après la Seconde Guerre mondiale comme comptable dans une entreprise d'exportation et de vente en gros, dont il reprend ensuite la direction. Il s'implique également dans des organisations pour les personnes déplacées et est un leader dans le Witikobund. Guthsmuths est chargé de cours en politique d'administration des affaires à l'Université de Munich à partir de 1956 (puis professeur honoraire à partir de 1968). Guthsmuths est membre à part entière de l'Académie pour la recherche et l'aménagement du territoire à Hanovre depuis 1959. Dans les années 1970, il est chargé de cours à l'Université de Vienne et professeur invité pour "Espace et énergie" à l'Université d'Innsbruck (à partir de 1972). 

## Parti
Guthsmuths est membre du NSDAP depuis 1931. Après 1945, il rejoint pour le Neubürgerbund et dans les années 1950, il rejoint le Bloc pan-allemand/Fédérations des réfugiés et des expulsés (GB/BHE). Plus tard, il est président de l'association GB / BHE pour le district de Haute-Bavière et à partir 1955 président pour l'État de Bavière. En 1957, il est élu vice-président fédéral du GB/BHE. Il est membre du GDP à partir de 1961, où il est également vice-président fédéral. 

## Parlementaire
Guthsmuths est membre du Landtag de Bavière de 1950 à 1962. Son mandat au Bundestag allemand, qu'il remporte aux élections fédérales de 1953, est rejeté en raison de sa position de fonctionnaire du gouvernement bavarois. Aux élections de 1957 et 1961, il rate son entrée au Bundestag en tant que premier candidat bavarois du GB/BHE et du GDP, parce que son parti échoue à passer la barre des cinq pour cent. 

## Mandats
Du 18 décembre 1950 au 11 décembre 1962, Guthsmuths occupe le poste de secrétaire d'État au ministère de l'économie et des transports dans les gouvernements de l'État libre de Bavière dirigés par le ministre-président Hans Ehard (Ehard III, IV), Wilhelm Hoegner (Hoegner II) et Hanns Seidel (Seidel I, II). Au ministère, il est chef de la planification de l'État. Guthsmuths participe à la loi sur l'aménagement de l'État de Bavière (1957) et au programme de développement de l'État de Bavière. En sa qualité de secrétaire d'État, il joue un rôle majeur dans l'organisation de l'Exposition allemande des transports de 1953. 

## Récompenses
- Grande officier de l'Ordre du Mérite de la République fédérale d'Allemagne (1957)
- Ordre bavarois du Mérite (1959)
- Membre honoraire de l'Institut de Salzbourg pour l'aménagement du territoire
- Membre honoraire de la Société autrichienne pour la recherche et l'aménagement du territoire [3]

## Travaux (sélection)
- Rationalisierung und Landesplanung. In: Handbuch der Rationalisierung, 4. Aufl., Siegburg, Konstanz, Berlin 1956
- Raumordnungsfragen als Gegenstand des Völkerrechts. In: Bibliotheca Grotiana Vol. III: Völkerrecht und Weltwirtschaft. München 1959
- Sozial-Wirtschaftliche Grundzüge der Raumordnung. In: Schriftenreihe für ländliche Sozialfragen. Veröffentlichungen der Agrarsozialen Gesellschaft Göttingen. Hannover 1959
- Raumprobleme der Energiewirtschaft. In: ARL (Hrsg.): Raumforschung. Bremen 1960
- Wesen und Bedeutung der Raumordnungspläne. In: Städtebauliche Beiträge, Institut für Städtebau und Wohnungswesen der Deutschen Akademie für Städtebau und Landesplanung (Hrsg.), Heft I, 1964
- Probleme der Raumplanung im Bereich von Ballungsräumen. In: Schriftenreihe des Instituts für Städtebau, Raumplanung und Raumordnung an der TH Wien, Band 4. Wien 1967
- Energiewirtschaftliche Zielsetzungen in der Raumordnungspolitik. In: Probleme der energiewirtschaftlichen Regionalplanung. ARL-FuS Bd. 44, Hannover 1968
- Landesplanerische Zielsetzungen im Bereich von stadträumlicher Regionalplanung und kommunalem Finanzausgleich. In: Finanzpolitik als Gegenstand der Regionalplanung. ARL-FuS Bd. 45, Hannover 1969
- Betriebswirtschaftspolitische Gedanken zur Problematik von Raumstruktur und regionaler Finanzpolitik. In: Finanzpolitik als Gegenstand der Regionalplanung. ARL-FuS Bd. 45, Hannover 1969
- Grundsatzfragen zur Zentralität der Regionalplanung. In: Planung – Ordnung – Raum. Festschrift für Rudolf Wurzer. Wien 1970